# George West
George West is een plaats (city) in de Amerikaanse staat Texas, en valt bestuurlijk gezien onder Live Oak County.

## Demografie
Bij de volkstelling in 2000 werd het aantal inwoners vastgesteld op 2524.
In 2006 is het aantal inwoners door het United States Census Bureau geschat op 2297, een daling van 227 (-9,0%).

## Geografie
Volgens het United States Census Bureau beslaat de plaats een oppervlakte van
4,9 km², geheel bestaande uit land. George West ligt op ongeveer 48 m boven zeeniveau.

## Plaatsen in de nabije omgeving
De onderstaande figuur toont nabijgelegen plaatsen in een straal van 36 km rond George West.